# Ludwig Briand
Pour les articles homonymes, voir Briand.
 (août 2012).
Si vous disposez d'ouvrages ou d'articles de référence ou si vous connaissez des sites web de qualité traitant du thème abordé ici, merci de compléter l'article en donnant les références utiles à sa vérifiabilité et en les liant à la section « Notes et références ».

Ludwig Briand est un acteur français, né le 9 mai 1981 à Soisy-sous-Montmorency (Val-d'Oise).
Actif durant les années 1990, il est principalement connu pour avoir joué Mimi-Siku dans Un Indien dans la ville aux côtés de Thierry Lhermitte, Patrick Timsit, Arielle Dombasle et Miou-Miou.

## Biographie

### Famille
Issu d'une famille recomposée dont il est l'aîné, Ludwig Briand a notamment une sœur, Lucrèce Pocquet, qui a travaillé avec lui et d'autres acteurs pour la réalisation d'un livre audio pour enfants (Les Enfants du futur : l'extraordinaire odyssée, Alan Simon, Walt Disney Records, 1996).

### Enfant acteur
Il commence sa carrière en 1991 au Théâtre Mogador à Paris dans la comédie musicale Les Misérables dans laquelle il interprète pendant plus d'un an le rôle de Gavroche. En parallèle, il apparaît dans le vidéo clip de Renaud P'tit Voleur et dans le clip d'Eddy Mitchell Je me sens bien quand je me sens mal.
En 1992, il incarne le rôle de Paul dans Paul et Virginie au théâtre de Paris, mis en scène par Jean-Jacques Debout, au côté notamment de Claire Keim.
En 1993, il fait une apparition dans Retour au Bercail, un épisode de la série Nestor Burma.
Il interprète ensuite le rôle de Mimi-Siku dans le film Un Indien dans la ville qui sort en 1994. Le film rencontre un très grand succès en France comme à l'étranger. Grâce à la promotion qui en est faite, il voyage dans divers pays.
En 1995, il joue dans La Caverne de la rose d'or, une série de cinq téléfilms de romantic fantasy italiens réalisée par Lamberto Bava.
En 1996, il participe à un CDrom pour la région Cathare[Quoi ?] réalisé par Christophe Dagobert.
De 1996 à 1998, il prête sa voix à plusieurs contes pour enfant, Les Enfants du futur et Le Petit Arthur, pour lequel il fait aussi une apparition dans un vidéo clip.
En 1997, il apparaît dans la série télévisée Un et un font six, avec notamment Pierre Arditi et Brigitte Fossey. Après six épisodes, il arrête la série pour se consacrer à ses études. En parallèle à ces dernières, il est acteur dans la troupe Les acteurs du dimanche qui ne jouent que le jeudi. Il joue entre autres dans une pièce intitulée 4 minutes pour séduire.

### Carrière dans le droit
Après une maîtrise de droit, il travaille comme attaché commercial dans l'immobilier.
Il apparaît le 26 juin 2007 sur la chaîne de la TNT Direct 8, dans l'émission Morandini ! où il déclare alors ne pas avoir de proposition cinématographique.
Il travaille ensuite en tant qu'expert cigare dans les boutiques en duty free de l'aéroport de Paris.
Il participe à l'émission de France 2 Seriez-vous un bon expert ? du mercredi 13 juin 2012 comme candidat.
En janvier 2013, il devient champion d’Île-de-France de poker amateur (Idf cup).
En mars 2015, il intègre l'ENG (École nationale des greffes) à Dijon en tant que greffier stagiaire. 
Après avoir obtenu le concours de directeur des services de greffe judiciaires, il réintègre l'ENG en juillet 2022.

## Filmographie

### Cinéma
- 1994 : Un Indien dans la ville d'Hervé Palud : Mimi-Siku

### Télévision
- 1993 : Nestor Burma (série télévisée), saison 2, épisode 2 : Retour au bercail de Pierre Koralnik : le petit garçon
- 1996 : La Caverne de la rose d'or de Lamberto Bava, épisode : Le Retour de Fantagaro : Masala
- 1997-1999 : Un et un font six de Franck Apprederis : Raphaël (6 épisodes)

### Clips
- P'tit Voleur de Renaud
- Je me sens bien quand je me sens mal de Eddy Mitchell

## Comédie musicale
- Les Misérables adapté du roman éponyme de Victor Hugo par Claude-Michel Schönberg (musique) et Alain Boublil et Jean-Marc Natel : Gavroche